# Giovanni di Parigi
Giovanni di Parigi (in francese: Jean de Paris), chiamato anche Jean Quidort e Johannes de Soardis (Parigi, 1255 circa – Bordeaux, 22 settembre 1306) è stato un filosofo e teologo francese.

## Biografia
Ottenne il diploma di Maestro delle Arti con distinzione ed entrò nell'Ordine dei Frati Predicatori a circa vent'anni, presso il convento di San Giacomo nella sua città natale. Qui insegnò filosofia e teologia e ottenne il titolo accademico di maestro di teologia. Era dotato di grande ingegno, possedeva grande talento letterario e linguistico ed era considerato uno dei migliori teologi dell'università e uno dei più sottili dialettici dell'epoca.
Dopo che Giovanni scrisse un trattato che confutava la normale dottrina della Chiesa sulla transustanziazione, la facoltà dell'università segnalò le sue idee a Guillaume de Baufet, vescovo di Parigi, che proibì a Giovanni, sotto pena di scomunica di difendere tale dottrina e lo depose dagli incarichi di docente, pradicatore e confessore. Giovanni si appellò alla Santa Sede, ma morì poco dopo a Bordeaux.

## Opere
Una decina delle sue opere di teologia, fisica e metafisica si sono conservate su manoscritto; altre due, il De Antichristo e il De modo existendi corporis Christi in sacramento altaris, furono stampate secoli dopo la sua morte. Un trattato, Contra corruptorem Sancti Thomae, pubblicato nel 1516 sotto il nome di Egidio Romano, è generalmente attribuito a Giovanni di Parigi; certamente non fu scritto da Egidio. Tutte le opere testimoniano una vasta erudizione. Nell'opera politica De potestate regia et papali, scritta durante la controversia fra papa Bonifacio VIII e Filippo IV di Francia, si schierò a favore del re, sostenendo che il papa potesse essere legittimamente deposto per gravi crimini, come l'eresia.
Più problematico per la Chiesa fu il trattato di Giovanni sul Santissimo Sacramento, in cui dichiara che il Corpo di Cristo è, o può essere, presente per assunzione (cioè che il Corpo di Cristo assuma l'aspetto del pane e del vino) e che la dottrina della transustanziazione non sia verità di fede. Bisogna dire, comunque, che avanza queste proposizioni come ipotesi; all'inizio del trattato scrive che crede nella dottrina cattolica della transustanziazione e che se si provasse che la transustanziazione sia verità di fede, o dovesse definirsi tale, avrebbe prontamente ritrattato.

## Fortuna nel XX secolo
Giovanni ebbe un'inaspettata fortuna all'inizio del XX secolo, quando scrittori distributisti come i cattolici Hilaire Belloc e Gilbert Keith Chesterton gli attribuirono la più antica proposizione capitalista nel De potestate regia et papali.